# 호조 쓰네토키
호조 쓰네토키(일본어: 北条 経時)는 일본 가마쿠라 시대(鎌倉時代) 전기의 인물이다. 호조씨(北条氏) 도쿠소케(得宗家) 일문으로서 막부의 4대 싯켄(執権, 재직, 닌지(仁治) 3년(1242년) 6월 15일(7월 14일) - 간겐(寛元) 4년(1246년) 3월 23일(4월 10일))이 되었다.
제3대 싯켄 호조 야스토키(北条泰時)의 적남(嫡男)이었던 호조 도키우지(北条時氏)의 장남이다. 어머니는 고케닌 아다치 가게모리(安達景盛)의 딸로 현모(賢母)로 이름높았던 마쓰시타노젠니(松下禪尼)이며, 친형제로는 훗날 5대 싯켄이 되는 호조 도키요리(北条時頼)나 호조 도키사다(北条時定)가 있다.

## 생애

### 싯켄직 상속
아버지 도키우지가 간기(寛喜) 2년(1230년) 6월 18일에 요절하고 숙부 도키자네(時実)도 암살되는 바람에, 적손(嫡孫)으로서 쓰네토키가 야스토키의 후사로 지목되었다. 아버지가 죽은 뒤 쓰네토키는 아버지가 생전 맡고 있던 와카사 슈고(若狭守護)를 이어받아 맡게 되었다(《와카사 국 슈고직 차제》(若狭国守護職次第)).
덴푸쿠(天福) 2년(1234년) 3월 5일에 11세로 원복을 행했는데, 4대 쇼군(将軍)이었던 후지와라노 요리쓰네(藤原頼経)의 고쇼(御所)에서 행해졌고 요리쓰네가 관을 씌워주었으며 상투는 호조 도키후사(北条時房)가 틀어올려 주고, 쇼군 요리쓰네의 헨기(偏諱)를 받아 야시로 쓰네토키라는 이름을 받게 되었다. 야시로라는 이름은 초대 싯켄이었던 호조 도키마사(北条時政)나 호조 요시토키(北条義時)의 가명이기도 했던 「시로(四郎)」를 의식한 것으로 도쿠소케 적류(嫡流)의 정당성을 보이려는 야스토키의 의사가 반영된 것이라는 해석이 있다. 8월 1일부터 막부의 고사무라이도코로노벳토(小侍所別当)로 임명되었다(~가테이(嘉禎) 2년(1236년) 12월 26일). 가테이 3년(1237년) 2월 28일에 사콘노에노쇼칸(左近衛将監)이 되고, 이듬해에 종5위하의 관위를 받았다(《무가연대기》(武家年代記)).
닌지(仁治) 2년(1241년) 6월 28일, 할아버지 야스토키에 의해 쓰네토키는 효조슈(評定衆)의 일원에 들게 된다. 8월 12일에는 관위도 종5위상이 되었다(《무가연대기》). 이 해에 건강이 악화된 야스토키는 쓰네토키를 후사로 확립하기 위해 급하게 움직였는데, 11월에 쓰네토키를 불러 정무에 대한 훈계를 하는가 하면 쓰네토키에 대해 태평을 존중하려면 문치(文治)에 힘쓸 것이며, "특히 사네토키(実時)와는 어떤 일이든 상담하고 협력해야 한다"고 고유한다. 두 사람은 같은 나이로서 야스토키를 숙부인 도키후사가 도왔던 것처럼 쓰네토키도 사네토키와 함께 안전을 도모해야 한다는 것이었다.
이듬해 6월 15일에 야스토키는 사망, 쓰네토키는 4대 싯켄이 되었다. 그러나 겨우 19세에 불과한 쓰네토키의 싯켄 계승에 대해 불만을 품은 적대 세력들이 정권 내에서 존재했고, 렌쇼(連署)도 차츰 임명되지 않게 되었다.

### 쓰네토키의 싯켄 정치
쓰네토키 정권은 일족인 호조 시게토키(北条重時) 등의 중진들이 지지하는 체제였고, 초기에는 별다른 일이 일어나지는 않았다. 간겐(寛元) 원년(1243년) 6월 12일에 쓰네토키는 정5위하 관위를, 7월 8일에는 야스토키와 같은 무사시노카미(武蔵守)에 임관되었다(《간토 효조슈 전》(関東評定衆伝)).
싯켄이 된 뒤 쓰네토키는 소송 제도의 개혁을 행하여, 간겐 원년 2월 15일에 몬주쇼(問注所)에서의 판결 초안 작성에 대해 중요 안건은 두 달, 그 다음 정도의 안건은 한 달, 그 외에는 20일로 기한을 정했다. 26일에는 효조슈를 세 그룹으로 나누어 매달 5일씩 회의 날짜를 정하고 소송을 담당하게 하였는데, 이는 기존의 전원 참가를 통해 이루어지던 효조슈에 결석하는 임원이 많았고 재판을 보다 신속하고 정확하게 하기 위한 것이었다(훗날 싯켄 도키요리 시대에 정해진 히키쓰케슈(引付衆) 제도의 선구가 되었다). 7월 10일에는 몬주쇼에서의 소송에서 원고와 피고 양측 서류가 갖추어져 있는 경우 대결을 생략하고 판결할 것을 정했고, 9월 25일에는 판결 원안(原案)을 쇼군에게 보여 재결을 받고 하지장(下知状)을 작성하는 절차를 간소화하여, 쇼군에게 보이지 말고 원안대로 바로 부교닌(奉行人)에게 하지장을 작성하도록 명한다.

### 쇼군직 해임
어린 나이에 쇼군으로 옹립되었던 요리쓰네는 간겐 2년(1244년)에는 27세의 성인으로 자라 있었는데, 쇼군의 측근이던 호조 미쓰토키(北条光時)나 미우라 야스무라 등의 반(反)싯켄 세력이 요리쓰네를 중심으로 파벌을 형성하여 도쿠소케에 맞서게 되었다. 이들을 해체하기 위해 쓰네토키는 요리쓰네를 4월에 쇼군직에서 해임해버렸다. 새로운 쇼군으로는 요리쓰네의 아들인 구조 요리쓰구(九条頼嗣)가 옹립되고, 요리쓰구를 서둘러 원복시켰다. 이때 에보시오야(烏帽子親)는 쓰네토키 자신이었다. 이는 요리쓰네의 해임과 요리쓰구의 옹립에 쓰네토키가 주도적인 입장에서 이루어진 것이었다.
그러나 쇼군직에서 해임된 요리쓰네는 여전히 가마쿠라(鎌倉)에 남아서 요리쓰구의 보좌역을 맡고 있었으며, 요리쓰구를 쇼군으로 명한다는 조정의 선지(宣旨)가 고쇼에 도착했을 때 이것을 받은 것도 요리쓰네였다. 전임 쇼군 요리쓰네는 「오오도노(大殿)」, 「전임 다이나곤케(前大納言家)」라는 존칭으로 불렸고, 싯켄 쓰네토키의 반대 세력이었던 미우라 미쓰무라(三浦光村)나 지바 히데타네(千葉秀胤) 등이 새로 효조슈에 들게 되었으며 싯켄 반대파의 반격도 이어졌다. 쓰네토키는 요리쓰네를 교토로 송환하고자 했으나, 12월에 막부의 만도코로(政所)나 쓰네토키, 도키요리의 집이 실화로 불타는 바람에 실패한다. 또한 쓰네토키 자신이 요리쓰네의 에보시코(烏帽子子)로서 아들이나 다름없는 입장이었고 한때 고사무라이도코로벳토직을 맡는 등 요리쓰네나 미우라 집안 등과는 친밀한 관계에 있었던 탓에 요리쓰네나 그 일파를 대하는 태도에는 한계가 있을 수밖에 없었다.
간겐 3년(1245년) 7월 26일에 요리쓰구에게 누이동생 히레다히메(檜皮姫)를 시집보내는데, 혼인 날짜가 길일이 아니라는 등 반대 의견이 많았음에도 쓰네토키는 이를 밀어붙였고, 쓰네토키와 도쿠소케는 쇼군 요리쓰구의 외척으로서의 입장을 얻음으로서 쇼군의 후견역, 싯켄 반대파 세력을 일시 억누를 수 있었다.

### 사망
간겐 3년을 전후로 쓰네토키의 건강은 악화되었다. 5월 29일에는 황달을 앓았고, 6월 19일에는 잠시 병상에 눕기까지 한다. 그러나 7월 24일에 쾌유를 비는 기도가 행해지고, 7일이 지나 건강은 회복되었다. 《히라도기》(平戸記)에는 8월 6일에 쓰네토키의 병상이 꽤 악화되었다는 소문이 교토에 전해져 있었다고 한다.
9월 4일에는 정실인 우쓰노미야 야스쓰나의 딸이 15세로 사망하고, 27일에는 쓰네토키도 병이 재발하여 잠시 의식을 잃기까지 하여 가마쿠라 전역이 떠들썩했다고 한다. 10월 11일에는 요리쓰네를 위한 주연을 맡고 있었던 것으로 보아 그 이전에 일시 회복된 시기도 있었던 것으로 보이지만, 이후 쓰네토키는 차츰 건강이 악화되어 동생인 도키요리에게 대리를 맡겼다.
간겐 4년(1246년) 정월에 쇼군에게 오반(椀飯)을 헌상하는 의례를 치렀는데, 2월 즈음에 누이동생 미다이도코로(御台所) 히레다히메가 병으로 쓰러졌다. 쇼군 요리쓰구도 병약한 몸으로 기약이 어려웠다. 마음에 피로가 쌓여 결국 3월 21일에 위독한 지경이 된 쓰네토키의 치료나 쾌유를 비는 불사(佛事)가 연일 열리고, 23일에는 쓰네토키의 저택에서 「심비(深秘)의 분부」라는 중대한 비밀회의가 열리기도 했다. 이 회의에서 쓰네토키의 두 자녀는 아직 어렸기에 동생 호조 도키요리에게 싯켄직을 넘겨준다는 것이 결정되었다. 《아즈마카가미》(吾妻鏡)는 이를 쓰네토키의 제안이었다고 했지만, 해당 기록 자체가 도키요리의 상속을 정당화하기 위해 쓰네코티의 발이라는 점을 강조하거나 쇼군의 명을 받은 것이라고 하는 등, 쓰네토키에서 도키요리로의 싯켄 교체 과정은 모종의 음모가 있었다는 설도 존재한다.
3월 27일에 쓰네토키는 출가할 뜻을 전임 쇼군 요리쓰네에게 전했고, 4월 19일에 출가하여 법명을 안라쿠(安楽)라 하였다. 그리고 윤4월 1일에 향년 23세의 젊은 나이로 사망하였다. 사망과 동시에 미야 소동(宮騒動)이라 불리는 사건이 발발하게 된다.
한편 쓰네토키의 두 아들은 출가하여 승려가 되었고 각기 류세이(隆政, 라이조(頼助)라 칭하였다.

## 인물
쓰네토키의 싯켄 재직은 겨우 4년밖에 되지 않았고, 당대에도 높은 평가는 받지 못했다. 대숙부(大叔父)로서 교토 로쿠하라 단다이(六波羅探題)의 호쿠보(北方)였던 시게토키는 전임 내대신(内大臣) 미나모토노 사다미치(源定通)에게 「쓰네토키가 사망했다는 하나 꺼릴 것은 없다」고 했는데, 선대 야스토키나 요시토키가 사망했을 때 조정의 정무나 행사가 30일 동안이나 지연되는 지경이었던 것과는 다른 모습으로, 4년밖에 싯켄에 있지 않은 쓰네토키의 정권은 요시토키와 야스토키의 정권과는 동렬로 볼 수 없다는 것이었다. 다만 교토 조정은 쓰네토키 사후 30일 동안 부정을 피하는 의식을 거행하였다.
동생 도키요리가 쓰네토키보다 더 재능이 뛰어났다는 평을 받고 있는데, 《아즈마카가미》를 보면 야스토키가 쓰네토키에게 정무에 대한 훈계를 남기고 나흘 만에 미우라 씨(三浦氏)와 유키 씨(結城氏)・고야마 씨(小山氏)간에 말다툼이 일어났고, 쓰네토키는 미우라 씨의 편을 들어 자신의 식구를 보내 돕게 했는데, 도키요리는 조용히 지켜볼 뿐이었다. 야스토키는 쇼군의 후견인이라는 중임을 맡은 처지로 초연하고 공평한 조치를 해야 하는데 쓰네토키의 처치는 신중함을 벗어난 처사라며 그에게 근신을 명했다고 한다. 다만 이것은 도키요리의 싯켄 상속을 정당화하기 위해 조작된 일화라고도 한다.